# تشوماش

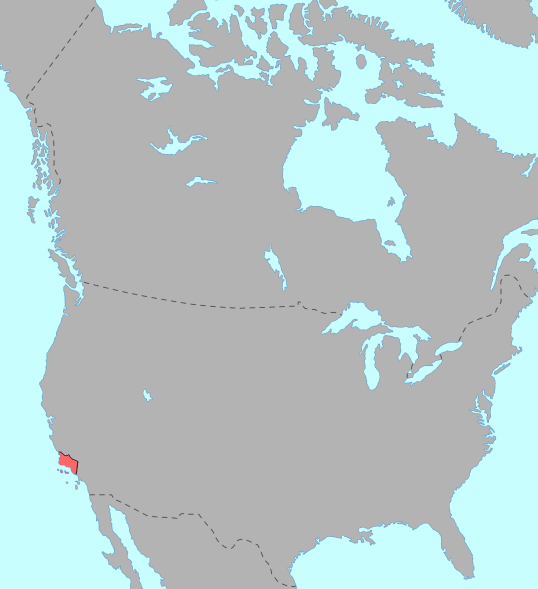
المناطق التي كانت تتواجد بها قبائل التشوماش

التشوماش شعب من الأمريكيين الأصليين استوطن المناطق الساحلية الوسطى والجنوبية من كاليفورنيا، في أجزاء مما يعرف الآن بمقاطعات سان لويس أوبيسبو، وسانتا باربارا، وفينتورا، ولوس أنجلوس، ممتدة من خليج مورو في الشمال إلى ماليبو في الجنوب. شملت أرضهم ثلاثًا من جزر القناة في كاليفورنيا: سانتا كروز، وسانتا روزا، وسان ميجيل؛ أما جزيرة أناكابا الأصغر حجمًا فقد كانت مأهولة على الأرجح موسميًا بسبب عدم وجود مصدر ثابت للمياه.
تضم أسماء الأماكن الحديثة ذات الأصول التشوماشية ماليبو، وتضم أسماء الأماكن الحديثة ذات الأصول التشوماشية كلًا من ماليبو، ونيبومو، ولمبوك، وأوجي، وبيسمو بيتش، وبوينج موغو، وبورت هوينيم، وبيرو، وبحيرة كاستايك، وسكوي، وسيمي فالي، وسوميس.
تظهر الأبحاث الأثرية امتلاك شعب تشوماش جذورًا عميقة في منطقة قناة سانتا باربرا، وعاشوا على طول ساحل كاليفورنيا الجنوبي آلاف السنين.

## تاريخ

### قبل الاتصال الأوروبي (قبل عام 1542)
عاش السكان الأصليون على طول ساحل كاليفورنيا منذ 11 ألف سنة على الأقل. يعود تاريخ المواقع المتصلة بفترة «ميلينغستون هورايزون» إلى ما بين عامي 7000 و4500 قبل الميلاد، وتقدم أدلة على نظام عيش مرتكز على معالجة البذور واستخدام الطاحونة اليدوية الحجرية. في ذلك الوقت، استخدم الناس أدوات عظمية حادة الطرفين وخيطًا لاصطياد السمك وبدأوا يصنعون الخرز من قوقعة حلزون الزيتون البحري. يعني الاسم تشوماش «صانع الخرز» أو «شعب الأصداف»، إذ إنهم نشؤوا قرب ساحل سانتا باربرا. كثيرًا ما استفادت قبائل التشوماش القريبة من الساحل من «تجاور العديد من الموائل (البيئات الطبيعية) البحرية والبرية، وصعود مياه القاع إلى السطح عند السواحل، والحرق المتعمد للمشاهد الطبيعية، جعل منطقة قناة سانتا باربارا أحد أكثر المناطق وفرة بالموارد على كوكب الأرض».
ي حين لم يكن الجفاف أمرًا غير مألوف في قرون الألفية الأولى بعد الميلاد، حصل انفجار سكاني مع قدوم الحقبة القروسطية الدافئة. «زادت الإنتاجية البحرية بين عامي 950 و1300 مع زيادة التيارات الصاعدة قبالة الساحل». قبل حقبة البعثات، عاش شعب تشوماش في أكثر من 150 قرية مستقلة، متحدثين أشكالًا مختلفة من اللغة نفسها. تمحورت معظم ثقافتهم حول صناعة السلال، والخرز والتجارة، وطبخ أطباق حيوان أذن البحر (حيوان رخوي) والمحار (البطلينوس)، والعلاج النباتي المشتمل على استخدام الأعشاب المحلية لإنتاج الشاي والمسكنات الطبية، وفن الرسم على الصخور، وشجرة العقرب (فن مرسوم على الشجر في كاليفورنيا). كانت شجرة العقرب مهمة بالنسبة إلى التشوماش كما يظهر من رسمهم على جذوع الأشجار: يصور الرسم مخلوقًا سداسي الأرجل مع لباس للرأس يشتمل على تاج وجسمين كرويين. شارك الشامان (الكهنة) في الحفر على لحاء الأشجار، وهو ما استخدم في رصد النجوم وكان جزءًا من تقويم الشوماش.
سكن التشوماش بين جبال سانتا نيز وسواحل كاليفورنيا حيث توجد وفرة من الموارد. عاشت القبيلة في منطقة من ثلاث بيئات: الجزء الداخلي، والساحل، وجزر القناة الشمالية. يتألف الجزء الداخلي من الأرض الواقعة خارج الساحل والتي تمتد عبر السهول الواسعة والأنهار والجبال. يغطي الساحل المنحدرات، وأراضي اليابسة القريبة من المحيط، والمساحات البحرية التي اصطاد فيها التشوماس. تقع جزر القناة الشمالية قبالة ساحل أراضي التشوماش. تمتلك جميع سواحل كاليفورنيا الداخلية مناخًا متوسطيًا بسبب الرياح القادمة من المحيط.
ساعدت درجات الحرارة المعتدلة والادخار للشتاء في تيسير عملية الجمع؛ خلال الأشهر الباردة، حصد التشوماس ما في وسعهم واستكملوا بقية طعامهم من الأطعمة المخزنة. تغير ما جمعه سكان القرى وتداولوه خلال الفصول حسب مكان سكنهم. مع وجود السواحل المأهولة بمختلف أنواع السمك، والأرض التي تكسوها الأشجار والحيوانات، كان التشوماس أمام مجموعة متنوعة من الأصناف الغذائية. نظرًا لوفرة المواد والشتاء الذي نادرًا ما يكون قاسيًا، عاشت القبيلة نمط حياة غير معتمد على الترحال إلى جانب عيش الكفاف. تضم القرى في المناطق الثلاث المذكورة أعلاه بقايا من الثدييات البحرية، مما يشير إلى وجود شبكات تجارية لنقل المواد في جميع أنحاء أرض تشوماس.
كلما كانت القرية أقرب للمحيط، زاد اعتمادها على الموارد البحرية. بسبب التصاميم المتطورة للزوارق، تمكن سكان الجزر والسواحل من تحصيل الأسماك والثدييات المائية من أماكن أبعد. مثّل المحار مصدرًا جيدًا للتغذية، إذ كان متوافرًا ومن السهل نسبيًا إيجاده. نمت الكثير من الأصناف المفضلة في المناطق المعرضة لحركات المد والجزر. نمت الأسماك الصدفية بوفرة خلال الشتاء حتى أوائل الربيع؛ وبقربها من الشاطئ سهل جمعها. من بين الأنواع المستهلكة بلح البحر، والصفيلح (أذن البحر)، ومجموعة متنوعة من المحار. جمع الصفيلح الأحمر على طول ساحل وسط كاليفورنيا في فترة ما قبل الاتصال الأوروبي. استخدم التشوماش وهنود آخرون من كاليفورنيا صدفات أذن البحر الأحمر لصنع مجموعة متنوعة من الخطافات، والخرز، والزينة، وغيرها من القطع.
يعتقد أن حيوانات المحيط مثل ثعلب الماء والفقمات كانت الوجبة الرئيسية التي يتناولها الناس في القبائل الساحلية، لكن الأدلة الأخيرة تظهر أن الشبكات التجارية المذكورة آنفا قايضت حيوانات المحيطات بأطعمة برية من الداخل. يمكن لأي قرية الحصول على الأسماك، ولكن المجتمعات الساحلية والجزرية لم تبرع فقط باصطياد الأسماك الصغيرة، بل أيضًا في صيد الأسماك الضخمة مثل سمك أبو سيف. هذا الإنجاز، الذي يعتبر صعبة حتى بالنسبة للتقنية التي وصلنا إليها اليوم، كان ممكنًا بسبب امتلاكهم زوارق التومول. سمح تصميم الزورق باصطياد أسماك المياه العميقة، وسهل الطرق التجارية بين القرى.
يعتقد بعض الباحثين أن البولينيزيين زاروا التشوماش في الفترة بين عامي 400 و800 ميلادية، أي قبل 1000 سنة من وصول كريستوفر كولومبوس إلى الأميركتين. يستشهد بتصميم زورق التشوماش المتقدم الذي استخدم في كل الجزر البولينيزية ولكنه لم يكن معروفًا في أمريكا الشمالية، ما عدا هاتين القبيلتين، كدليل رئيسي على الاتصال الأوروبي. يقدم علم اللغويات المقارن أدلة على أن الكلمة التشوماشية للزروق «تومولو»، قد تكون مشتقة من كلمة كومولاو، وهي كلمة بولينيزية تعني جذوع الخشب الأحمر (شجرة الماموت الساحلية) المستخدمة في بناء ذلك القارب. مع ذلك، تعتبر المقارنة اللغوية فرضية غير مؤكدة. علاوة على ذلك، يشمل السجل الأحفوري سجلات لتطور زورق التشوماش ويمتد لعدة قرون. ويرفض معظم علماء الآثار الدارسين لحضارة تشوماش هذا المفهوم، ولا يوجد دليل على وجود إرث وراثي.
قبل الاتصال الأوروبي، اعتد شعب تشوماش في السواحل على الموارد البرية بقدر أقل من اعتماده على الموارد البحرية؛ والعكس صحيح بللنسبة لشعب التشوماش في المناطق الداخلية. بصرف النظر عن ذلك، استهلك كلا الشعبين موارد مماثلة من الأراضي. مثل العديد من القبائل الأخرى، كانت الغزلان أهم الثدييات البرية التي صادها التشوماش؛ في حين تفاوتت نسبة استهلاك الأيائل عبر المناطق، وهو ما لم ينطبق على الحيوانات البرية الأخرى. لفت التشوماش الداخليون قيمة أكبر للأيائل، إلى الحد الذي خصصوا إليهم طرائق صيد خاصة. ارتدوا ملابس شبيهة بالأيائل ورعوا إلى جانب الحيوانات حتى وصولهم إلى مدىً يمكنهم فيه استعمال سهامهم للصيد. حتى شعب تشوماش الذي سكن قرب الساحل لاحق الأيائل، ولو بنسبة أقل، واستكمل أهل القرى بقية حاجتهم للحوم من حيوانات أصغر كالأرانب والطيور. تشكل الأطعمة النباتية بقية طعام التشوماش، خصوصًا البلوط، الذي كان طعامهم الرئيسي رغم الجهد اللازم لإزالة السموم منه. قاموا بطحنه إلى معجون يسهل أكله وتخزينه لسنوات. قدم البلوط الساحلي أفضل أنواع البلوط؛ عادة ما كان يقدم فتاته غير المتبل إلى جانب اللحوم و/أو الأسماك.

## روابط
- بعض من اثار التشوماش (بالإنجليزية)
- اللغات الأصلية للتشوماش (بالإنجليزية)